# 27450 Monzon
27450 Monzon este un asteroid din centura principală de asteroizi.

## Descriere
27450 Monzon este un asteroid din centura principală de asteroizi. A fost descoperit pe 5 aprilie 2000 la Socorro, New Mexico, în cadrul proiectului LINEAR. Asteroidul prezintă o orbită caracterizată de o semiaxă mare de 2,67 ua, o excentricitate de 0,05 și o înclinație de 1,5° în raport cu ecliptica.